# National Medal of Technology and Innovation

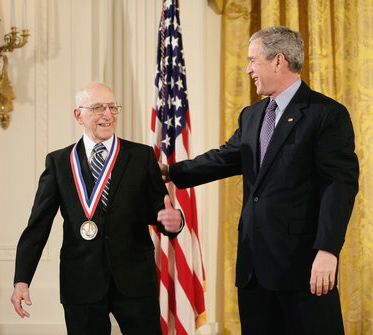
De medaille wordt uitgereikt aan Ralph H. Baer in 2005 door George W. Bush.

De National Medal of Technology and Innovation (voorheen: National Medal of Technology) is een onderscheiding voor Amerikanen die een bijdrage hebben geleverd aan nieuwe en belangrijke technologieën. De onderscheiding wordt uitgereikt door de president van de Verenigde Staten. Het is de hoogste onderscheiding die een Amerikaan kan ontvangen op technologisch gebied. De medaille kan worden uitgereikt aan een individu, een groep van maximaal vier personen of aan een organisatie of bedrijf.

## Geschiedenis
De National Medal of Technology werd in 1980 ingesteld door het Amerikaans Congres via de Stevenson-Wydler Technology Innovation Act. De medaille werd voor het eerst uitgereikt in 1985 door Ronald Reagan aan 12 individuen (waaronder Steve Jobs en Steve Wozniak, oprichters van Apple Inc.) en een bedrijf, AT&T Bell Telephone Laboratories. De medaille wordt sindsdien jaarlijks uitgereikt.
In 1991 werd de non-profitorganisatie National Science & Technology Medals Foundation opgericht ter ondersteuning van deze onderscheiding en de National Medal of Science. De organisatie zet zich in voor deze onderscheiding, voor het overbrengen van het belang van technologische ontwikkelingen bij een groot publiek en voor de decorandi.
Op 9 augustus 2007 ondertekende George W. Bush de America COMPETES Act (Creating Opportunities to Meaningfully Promote Excellence in Technology, Education, and Science) waarmee de naam van de onderscheiding werd veranderd naar National Medal of Technology and Innovation.